# Invisible Women
Invisible Women: Forgotten Artists of Florence è un saggio edito nel 2009 in italiano ed inglese da Jane Fortune grazie alla Advancing Women Artists Foundation (AWA) e pubblicato da The Florentine Press. 

## Descrizione
Descrive la storia delle artiste donna a Firenze e le loro centinaia di opere presenti nei musei o depositi della città e illustra l'influenza delle donne artiste a Firenze, iniziando dalla prima artista conosciutaː Suor Plautilla Nelli. Descrive  la presenza a Firenze nel periodo barocco di un gruppo di donne artiste di Corte. Nei diversi capitoli sono illustrate le figure di Giulia Lama, la prima donna conosciuta ad aver disegnato un nudo maschile, Marietta Robusti che era sorella di Tintoretto, quindi chiamata "La Tintoretta", Margherita Caffi famosa per i suoi bouquet di fiori. Altri capitoli includono un saggio su Sofonisba Anguissola, ammirata da Michelangelo e Anthony van Dyck; Lavinia Fontana, la prima pittrice europea ad avere un riconoscimento professionale pari ai pittori suoi coevi; Artemisia Gentileschi che creò grandi immagini di eroine; infine Rosalba Carriera pittrice a pastello del Seicento, conosciuta per i suoi ritratti in stile rococò
Il volume termina con una mappa e con un inventario delle donne artiste a Firenze.

## Documentario
Il libro è stato alla base del documentario televisivo vincitore del Emmy award e prodotto da WFYI Productions, trasmesso per la prima volta nella American public television nel 2012.
Il documentario prodotto in collaborazione con Fortune e Adwanced Women Artist, descrive il progetto, le opere di donne artiste a Firenze e gli interventi di restauro delle opere di tre di esse: Plautilla Nelli, Artemisia Gentileschi, e Irene Parenti Duclos. Sono presenti interviste con restauratori e direttori di diversi musei americani  e del Polo museale fiorentino. Il documentario è andato in onda per la prima volta negli USA su PBS a Indianapolis il 5 novembre 2012.
Il 1 giugno 2013 il documentario ha visto un Emmy Award come Miglior documentario della categoria Cultura/storia

## Lista parziale delle artiste citate
- Sour Plautilla Nelli (1524–1588)
- Giovanna Fratellini (1666–1731)
- Violante Siries Cerroti (1709–1783)
- Anna Piattoli Bacherini (1720–1788)
- Luisa Silei (1825–1898)
- Fillide Giorgi Levasti (1883–1966)
- Beatrice Ancillotti Goretti (1879–1937)
- Maria Maddalena Baldacci (1718–1782), nata Gozzi
- Emma Bardini Tozzi (1883–1962)
- Arcangela Paladini (1599–1622)
- Giulia Lama (1681–1747)
- Marietta Robusti (c. 1552 – 1590)
- Élisabeth Vigée Le Brun (1755–1842)
- Angelica Kauffmann (1741–1807)
- Rosa Bonheur (1822–1899)
- Rachel Ruysch (1664–1750)
- Clara Peeters (1594-post-1657)
- Maria van Oosterwijck (1630–1693)
- Rachel Ruysch (1664–1750)
- Giovanna Garzoni (1600–1670)
- Margherita Caffi (1650–1710)
- Irene Parenti Duclos (1754–1795)
- Maria Hadfield Cosway (1760–1838)
- Elisabetta Sirani (1638–1665)
- Louisa Grace Bartolini (1818–1865)
- Elisabeth Chaplin (1892–1982)
- Adriana Pincherle (1907–1996)
- Leonetta Cecchi Pieraccini (1882–1977)
- Sofonisba Anguissola (1532–1625)
- Lavinia Fontana (1552–1614)
- Artemisia Gentileschi (1593–1653)